# Antratsyt
Antratsyt (tiếng Ukraina: Антрацит) là một thành phố của Ukraina. Thành phố này thuộc tỉnh Luhansk. Thành phố này có diện tích 61,3 km2, dân số theo điều tra dân số năm 2001 là 63698 người.